# La Rinconada (Pérou)
Pour les articles homonymes, voir La Rinconada.
La Rinconada est une ville de plusieurs dizaines de milliers d’habitants de la région de Puno dans la province homonyme, au sud-est du Pérou dans la cordillère des Andes. Située entre 4 750 m et 5 300 m d’altitude, cette ville récente est considérée comme la plus haute du monde. La principale activité économique est l'extraction d'or, qui se fait dans des conditions très dures pour les travailleurs, et avec un impact jugé délétère sur l'environnement.
Jusqu’à la fin des années 1990, l'exploitation aurifère n'était réalisée sur ce site que via « un simple campement ».

## Géographie
La ville minière est située à trois heures en 4 x 4 de Juliaca, capitale de la province, basée sur les rives du lac Titicaca, situé à une centaine de kilomètres plus au sud.
La ville de La Rinconada se divise en une ville basse, Cerro Lunar, sur les rives d’un lac asséché par le poison utilisé pour l’exploitation aurifère, et une seconde partie plus nébuleuse, qui continue de grandir autour de lieux de commerce permettant aux mineurs de s’approvisionner en alimentation, textile, mais aussi diverses bricoles.

## Histoire de la ville
Il y a été extrait  de l’or « bien avant l’arrivée des Espagnols », puis après elle des « mines royales » espagnoles auraient été ensevelies sous les matériaux descendus par l'érosion du glacier tout proche, selon un reportage de Michael Stuhrenberg dans Paris Match .
Le site était déjà connu pour ses quartz aurifères à la teneur particulièrement riche dès le XIXe siècle. La Rinconada est alors réputée détenir une veine de quartz aurifère appelée "Delfinas", d'une épaisseur de 10 mètres.
L'histoire de la ville a débuté par un simple « campement de chercheurs d’or » apparu dans les années 2000 ou la décennie précédente, selon les sources, devenu deux ou trois décennies après "un immense bidonville" en raison de l'attirance causée par l’augmentation du cours de l’or sur le marché mondial.
La population est passée de 26 000 habitants en 1996 à 38 000 en 2014, puis 60 000 en 2019 parmi lesquels 18 000 mineurs selon les estimations.

## Économie
L'économie est principalement basée sur l'exploitation de l'or extrait des mines toutes proches. Son modèle économique repose sur « l’économie informelle », avec de petites mines d'or artisanales, qui sont exploitées par 468 « socios », et regroupées en trois coopératives qui vendent leur production, via des intermédiaires, à des groupes aurifères suisses, selon un reportage de mars 2019 dans le quotidien Le Monde. La plupart des mines sont informelles.
Malgré son épaisseur, la couche de glace due au froid nocturne à dû être transpercée pour ouvrir l’accès à la montagne, sans que l’on sache combien de galeries horizontales ont par la suite été creusées ni combien d’entre elles se sont ensuite effondrées.
Afin de séparer l’or du minerai, les orpailleurs recourent à du cyanure de potassium et du mercure, pour une quantitée annuelle estimée à 7 tonnes en 2015 et dont les résidus s’écoulent dans des ruisseaux puis des rivières et s'orientent ainsi vers le lac Titicaca, le plus haut de la planète.
En six ans[Quand ?], le nombre de mines est passé de 50 à environ 250 et les estimations sur la production d'or oscillent entre 2 et 10 tonnes par an pour une valeur de 60 à 300 millions de dollars[réf. nécessaire] – bien qu'une grande partie de l'exploitation réelle ne soit pas connue.

« Les ouvriers (...) extraient le minerai à la dynamite et au marteau piqueur. De petites usines de traitement broient le minerai et le mélangent à du mercure ou à du cyanure pour récupérer l’or. Puis une chaîne de courtiers achète et vend l’or, et parfois l’exporte »

Les mineurs travaillent avec le système du cachorreo : ils travaillent tout le mois sans être payés, et un ou deux jours par mois, ils peuvent prendre tout ce qu'ils trouvent dans les mines et revendre l'or qui s'y trouve. Leur rémunération dépend donc en grande partie de la chance, certains mineurs ne trouvant aucun or dans le minerai extrait.

## Infrastructures locales
Malgré l'essor aurifère, la ville offre peu d'équipements de base : ni égouts, ni installations sanitaires, ni contrôle de la pollution, ni bureau de poste. Il n'y a pas d'eau courante, les habitants faisant venir de l'eau du glacier voisin. Par contre, un centre de soins y a été construit et des connexions internet publiques ont été créées.
Samuel Vergès déclare : « On dirait plus un bidonville qu'une vraie ville en fait : les cabanes sont en tôles, il n'y a pas d'eau courante, pas de tout-à-l'égout, pas de chauffage ».
Les conditions de vie sont très difficiles. Les femmes ne travaillent pas dans les mines directement, mais trient les déchets de minerai à l'entrée des mines. Cela les expose aux poussières de roche et aux fumées toxiques. D'autre part, elles subissent régulièrement des violences sexuelles de la part des hommes habitant la ville. Le mercure, utilisé pour extraire l'or, ainsi que le cyanure, employé pour les grandes quantités de minerai, se retrouvent dans le glacier voisin de La Bella Durmiente.

### Climat
| Mois                                | jan. | fév.  | mars | avril | mai   | juin  | jui.  | août  | sep.  | oct.  | nov.  | déc. | année |
| ----------------------------------- | ---- | ----- | ---- | ----- | ----- | ----- | ----- | ----- | ----- | ----- | ----- | ---- | ----- |
| Température minimale moyenne (°C)   | 1,2  | 1,3   | 1    | 0,2   | −0,8  | −1,8  | −2,6  | −2,5  | −1,5  | −0,1  | 0,9   | 1,3  | −0,3  |
| Température moyenne (°C)            | 3,9  | 3,9   | 3,9  | 3,4   | 2,8   | 2     | 1,4   | 1,7   | 2,4   | 3,4   | 4,2   | 4,2  | 3,1   |
| Température maximale moyenne (°C)   | 7,9  | 7,9   | 7,9  | 7,5   | 6,8   | 6,3   | 5,9   | 6,4   | 7     | 7,7   | 8,4   | 8,2  | 7,3   |
| Record de froid (°C)                | −9,3 | −12,7 | −5,6 | −7,6  | −18,8 | −20,2 | −15,4 | −11,6 | −27,1 | −14,4 | −19,3 | −6,3 | −27,1 |
| Record de chaleur (°C)              | 13,5 | 16,2  | 12,8 | 16,1  | 19,5  | 12    | 14,2  | 16,6  | 21,7  | 19,9  | 26,1  | 21,2 | 26,1  |
| Précipitations (mm)                 | 209  | 190   | 146  | 84    | 39    | 21    | 22    | 37    | 65    | 108   | 126   | 190  | 1 237 |
| Nombre de jours avec précipitations | 21   | 19    | 20   | 16    | 9     | 5     | 5     | 8     | 14    | 17    | 17    | 20   | 171   |
| Humidité relative (%)               | 89   | 89    | 88   | 83    | 75    | 71    | 71    | 73    | 79    | 82    | 82    | 87   | 81    |

| Diagramme climatique                                  |           |         |          |           |           |           |           |         |            |           |           |
| J                                                     | F         | M       | A        | M         | J         | J         | A         | S       | O          | N         | D         |
| 7,91,2209                                             | 7,91,3190 | 7,91146 | 7,50,284 | 6,8−0,839 | 6,3−1,821 | 5,9−2,622 | 6,4−2,537 | 7−1,565 | 7,7−0,1108 | 8,40,9126 | 8,21,3190 |
| Moyennes : • Temp. maxi et mini °C • Précipitation mm |           |         |          |           |           |           |           |         |            |           |           |

## Études scientifiques

### Études de l'Inserm
À partir de 2019, une équipe de l'INSERM mène sur place une étude scientifique sur les conditions d'adaptation de la population à une altitude qui se situe à la limite de la résistance humaine,, avec notamment un taux d'oxygène deux fois plus faible qu'au niveau de la mer.
Elle propose en 2024 d'évaluer l'importance de l'anémie chez les enfants, en prenant pour référence le taux d'hémoglobine de ceux vivant en plaine, en vue d'affiner le programme de supplémentation en fer mis en place par le gouvernement péruvien.